# أيام الطفولة (فقرة تلفزيونية)
أيام الطفولة هي فقرة يومية على تلفزيون سلطنة عمان، موجهة لكل العائلة، تهتم بعرض مسلسلات الكرتون القديمة التي خلدت في ذاكرة المشاهدين، لنسترجع بها ذكريات الطفولة مع الجيل الحالي وقد نالت فقرة أيام الطفولة إعجاب الكثير من المشاهدين.

## مسلسلات الكرتون التي عرضت ضمن فقرة أيام الطفولة
- حكايات عالمية
- سالي (أنمي)
- رعد العملاق
- نساء صغيرات (أنمي)
- الفتى النبيل
- كابتن ماجد

## مواضيع ذات صلة
- تلفزيون عمان